# Liste von Sakralbauten in Boxberg (Baden)
Die Liste von Sakralbauten in Boxberg nennt Kirchengebäude und sonstige Sakralbauten im Stadtgebiet von Boxberg im Main-Tauber-Kreis in Baden-Württemberg.

## Sakralbauten in Boxberg

### Christentum
Die katholischen Sakralbauten im Stadtgebiet von Boxberg gehören zur Seelsorgeeinheit Boxberg-Ahorn im Dekanat Tauberbischofsheim. Die evangelischen Sakralbauten im Stadtgebiet von Boxberg sind verschiedenen Kirchengemeinden im Kirchenbezirk Adelsheim-Boxberg zugeordnet.

#### Kirchengebäude und Kapellen
| Name                                | Konfession | Ort            | Bild | Koordinaten                                             |
| ----------------------------------- | ---------- | -------------- | --- | ------------------------------------------------------- |
| Allerheiligenkirche                 | r.-k.      | Kupprichhausen | | 49° 31′ 37″ N, 9° 37′ 15″ O                             |
| Evangelische Kirche                 | ev.        | Epplingen      | | 49° 30′ 20″ N, 9° 37′ 38″ O                             |
| Evangelische Kirche                 | ev.        | Lengenrieden   | | 49° 31′ 43″ N, 9° 38′ 31″ O                             |
| Evangelische Kirche                 | ev.        | Schwabhausen   | | 49° 27′ 16″ N, 9° 35′ 57″ O                             |
| Evangelische Kirche                 | ev.        | Schweigern     | | 49° 29′ 27″ N, 9° 40′ 10″ O 49° 29′ 27″ N, 9° 40′ 10″ O |
| Evangelische Kirche                 | ev.        | Uiffingen      | | 49° 30′ 8″ N, 9° 35′ 30″ O                              |
| Evangelische Kirche                 | ev.        | Unterschüpf    | | 49° 30′ 50″ N, 9° 41′ 20″ O                             |
| Evangelische Kirche                 | ev.        | Windischbuch   | Bild gesucht Die Wikipedia wünscht sich an dieser Stelle ein Bild vom hier behandelten Ort. Falls du dabei helfen möchtest, erklärt die Anleitung , wie das geht. BW | 49° 26′ 9″ N, 9° 37′ 20″ O                              |
| Evangelische St. Michaeliskirche    | ev.        | Bobstadt       | | 49° 27′ 55″ N, 9° 40′ 30″ O                             |
| Frankendom                          | ev.        | Wölchingen     | | 49° 29′ 6″ N, 9° 37′ 55″ O                              |
| Herz-Jesu-Kirche                    | r.-k.      | Lengenrieden   | | 49° 31′ 44″ N, 9° 38′ 33″ O                             |
| St. Aquilinus                       | r.-k.      | Boxberg        | | 49° 28′ 47″ N, 9° 38′ 24″ O                             |
| St. Burkhard                        | r.-k.      | Uiffingen      | | 49° 30′ 6″ N, 9° 35′ 35″ O                              |
| St. Elisabeth                       | r.-k.      | Windischbuch   | Bild gesucht Die Wikipedia wünscht sich an dieser Stelle ein Bild vom hier behandelten Ort. Falls du dabei helfen möchtest, erklärt die Anleitung , wie das geht. BW | 49° 26′ 12″ N, 9° 37′ 18″ O                             |
| St. Josef (auch: Schwesternkapelle) | r.-k.      | Angeltürn      | | 49° 29′ 12″ N, 9° 35′ 52″ O                             |
| St. Kilian                          | r.-k.      | Schweigern     | | 49° 29′ 25″ N, 9° 40′ 5″ O                              |
| St. Kilian                          | r.-k.      | Unterschüpf    | | 49° 30′ 53″ N, 9° 41′ 20″ O                             |

#### Ehemalige Klöster
| Name                          | Konfession | Ort        | Bild | Koordinaten                 |
| ----------------------------- | ---------- | ---------- | --- | --------------------------- |
| Johanniterkommende Boxberg    | r.-k.      | Boxberg    | Bild gesucht Die Wikipedia wünscht sich an dieser Stelle ein Bild vom hier behandelten Ort. Falls du dabei helfen möchtest, erklärt die Anleitung , wie das geht. BW | 49° 28′ 47″ N, 9° 38′ 25″ O |
| Johanniterkommende Wölchingen | r.-k.      | Wölchingen | | 49° 29′ 6″ N, 9° 37′ 55″ O  |

#### Friedhöfe
In der Kernstadt Boxberg sowie in den weiteren Stadtteilen bestehen christliche Friedhöfe:
| Name     | Ort            | Bild | Koordinaten                 |
| -------- | -------------- | --- | --------------------------- |
| Friedhof | Angeltürn      | Bild gesucht Die Wikipedia wünscht sich an dieser Stelle ein Bild vom hier behandelten Ort. Falls du dabei helfen möchtest, erklärt die Anleitung , wie das geht. BW | 49° 29′ 16″ N, 9° 35′ 50″ O |
| Friedhof | Bobstadt       | Bild gesucht Die Wikipedia wünscht sich an dieser Stelle ein Bild vom hier behandelten Ort. Falls du dabei helfen möchtest, erklärt die Anleitung , wie das geht. BW | 49° 27′ 53″ N, 9° 40′ 32″ O |
| Friedhof | Boxberg        | Bild gesucht Die Wikipedia wünscht sich an dieser Stelle ein Bild vom hier behandelten Ort. Falls du dabei helfen möchtest, erklärt die Anleitung , wie das geht. BW | 49° 28′ 38″ N, 9° 38′ 30″ O |
| Friedhof | Epplingen      | | 49° 30′ 20″ N, 9° 37′ 35″ O |
| Friedhof | Kupprichhausen | | 49° 31′ 52″ N, 9° 37′ 1″ O  |
| Friedhof | Lengenrieden   | Bild gesucht Die Wikipedia wünscht sich an dieser Stelle ein Bild vom hier behandelten Ort. Falls du dabei helfen möchtest, erklärt die Anleitung , wie das geht. BW | 49° 31′ 41″ N, 9° 38′ 13″ O |
| Friedhof | Oberschüpf     | | 49° 31′ 31″ N, 9° 40′ 39″ O |
| Friedhof | Schwabhausen   | Bild gesucht Die Wikipedia wünscht sich an dieser Stelle ein Bild vom hier behandelten Ort. Falls du dabei helfen möchtest, erklärt die Anleitung , wie das geht. BW | 49° 27′ 15″ N, 9° 35′ 57″ O |
| Friedhof | Schweigern     | | 49° 29′ 20″ N, 9° 40′ 7″ O  |
| Friedhof | Uiffingen      | | 49° 30′ 14″ N, 9° 35′ 21″ O |
| Friedhof | Unterschüpf    | Bild gesucht Die Wikipedia wünscht sich an dieser Stelle ein Bild vom hier behandelten Ort. Falls du dabei helfen möchtest, erklärt die Anleitung , wie das geht. BW | 49° 30′ 57″ N, 9° 41′ 10″ O |
| Friedhof | Windischbuch   | | 49° 26′ 13″ N, 9° 37′ 13″ O |
| Friedhof | Wölchingen     | | 49° 29′ 7″ N, 9° 37′ 55″ O  |

### Judentum
Die folgenden jüdischen Sakralbauten des ehemaligen Bezirksrabbinats Merchingen bestanden einst im Stadtgebiet von Boxberg:
| Name     | Ort         | Bild | Koordinaten                 |
| -------- | ----------- | ---- | --------------------------- |
| Synagoge | Unterschüpf |      | 49° 30′ 56″ N, 9° 41′ 14″ O |
| Synagoge | Angeltürn   |      | 49° 29′ 10″ N, 9° 35′ 51″ O |

### Islam
Im Stadtgebiet von Boxberg besteht keine Moschee. Die Muslime besuchen gewöhnlich die nächstgelegene Moschee Lauda.